# Carl Gustaf Hammarskjöld
Carl Gustaf Valdemar Hammarskjöld, född 22 april 1865 på Väderum i Tuna, Kalmar län, död 27 februari 1940 i Stockholm, var en svensk militär och konservativ politiker.

## Biografi
Carl Gustaf Hammarskjöld tog studentexamen i Uppsala 1883, officersexamen 1885, blev underlöjtnant i Värmlands fältjägarkår 1885, löjtnant 1891, vid generalstaben 1895, kapten där 1899, i Vaxholms grenadjärregemente 1903, major vid generalstaben 1906, överstelöjtnant i armen 1909, vid Första livgrenadjärregementet 1910, överste i armén 1913, överste och sekundchef för Första livgrenadjärregementet 1914, chef för 3:e infanteribrigaden 1917, generalmajor och chef för VI. arméfördelningen i Östersund 1918.
Hammarskjöld genomförde extra repetitioner vid Krigshögskolan 1892–1893, blev kompaniofficer vid Krigsskolan 1895, biträdande lärare vid Krigshögskolan 1897–1898 och lärare 1899–1903, generalstabsofficer vid 2:a arméfördelningsstaben 1903–1905, stabschef vid I. arméfördelningen 1905–1906, souschef vid Lantförsvarsdepartementets kommandoexpedition 1906–1910. Han utnämndes 1922 till chef för generalstaben och 1930 till general, samtidigt som han lämnade sina övriga befattningar.
Hammarskjöld representerade högern 1918–1920 i andra kammaren och 1925–1932 i första kammaren. När Louis De Geer bildade sin expeditionsministär utnämndes han till försvarsminister den 27 oktober 1920 och satt som sådan fram till 6 juni 1921. Såsom försvarsminister ville han öka försvarsanslagen tvärtemot vad den allmänna opinionen i riksdagen, i regeringen och även inom hans eget parti ville, han var, i likhet med de flesta andra inom högern, kritisk till socialdemokraternas förslag om kvinnlig rösträtt och de flesta andra stora reformer som socialdemokraterna ville införa. Han stötte också på motstånd när han till riksdagen lade ett förslag om att öka värnpliktstiden för de värnpliktiga och valde att avgå. Hammarskjöld var ledamot i stadsfullmäktige i Linköpings stad 1916–1919.
Carl Gustaf Hammarskjöld blev ledamot av Kungliga Krigsvetenskapsakademien av andra klassen 1907 och ledamot av första klassen 1919.

## Familj
Carl Gustaf Hammarskjöld var son till löjtnant Knut Hammarskjöld (1818–1891) och Wilhelmina Mimmi Hammarskjöld, född Cöster (1832–1901). Han gifte sig 28 november 1903 med Dora Almgren, dotter till överdirektör Fredrik Almgren och Johanna Hanna Almgren, född Wasenius. Barn: Carl, född 1904 och Bengt, född 1905. Carl Gustaf Hammarskjöld var bror till Hjalmar Hammarskjöld, kusin till Carl Hammarskjöld och Hugo Hammarskjöld, samt farbror till Dag Hammarskjöld.
Han är begravd på Norra begravningsplatsen i Solna kommun.

## Utmärkelser
- Konung Gustaf V:s jubileumsminnestecken med anledning av 70-årsdagen, 1928.[6]
- Kommendör med stora korset av Svärdsorden, 6 juni 1926.[6]
- Kommendör av första klassen av Svärdsorden, 6 juni 1919.[7]
- Kommendör av andra klassen av Svärdsorden, 6 juni 1916.[8]
- Riddare av första klassen av Svärdsorden, 1905.[9]
- Kommendör av första klassen av Nordstjärneorden, 6 december 1923.[10]
- Riddare av Nordstjärneorden, 1912.[11]
- Kommendör av andra klassen av Vasaorden, 30 september 1914.[12]
- Storkorset av Finlands Vita Ros’ orden, tidigast 1925 och senast 1931.[13][14]
- Riddare av andra klassen av Ryska Sankt Annas orden, senast 1915.[15]
- Riddare av Danska Dannebrogorden, senast 1915.[15]
- Riddare av tredje klassen av Preussiska Röda örns orden, senast 1915.[15]